# 圣珀尔滕乡村县

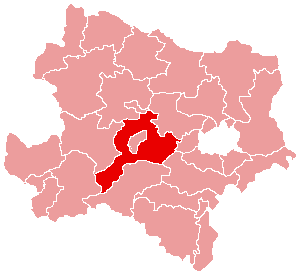
圣珀尔滕地区县在下奥地利州的位置

圣珀尔滕乡村县（德語：Bezirk Sankt Pölten-Land）是奥地利下奥地利州所辖的一个县。总面积1121.6平方公里，总人口93309，人口密度83人/平方公里（2001年）。行政中心位于聖帕爾滕。

## 行政区域
圣珀尔滕地区县辖有39个市镇。